# La Fornarina
La Fornarina è un dipinto a olio su tavola (87 × 63 cm) di Raffaello Sanzio, databile al 1520 circa e conservato nella Galleria Nazionale d'Arte Antica di Palazzo Barberini a Roma. È firmato sul bracciale della donna: RAPHAEL VRBINAS.

## Storia
Il dipinto, forse modificato da Giulio Romano, fu conservato da Raffaello nel proprio studio fino alla morte, giunta poco dopo il completamento dell'opera.
Menzionato per la prima volta nella collezione di Caterina Nobili Sforza di Santa Fiora in una lettera del vice cancelliere Corasduz all'imperatore Rodolfo II del 1595, viene descritto come "una donna nuda ritratta dal vivo, mezza figura di Raffaele". Alla morte della contessa, nel 1605, raggiunge la collezione del genero Giovanni Buoncompagni, duca di Sora, dove è notato da Fabio Chigi che la definisce "non admodum speciosa". Fu acquistato poi dai Barberini ed è citato nei loro inventari a partire dal 1642. Negli anni sessanta-settanta del Novecento venne trasferito per alcuni anni alla Galleria Borghese.

L'identità della modella è controversa. Prevale tuttora l'identificazione con Margherita Luti, figlia di un fornaio di Trastevere in contrada Santa Dorotea, che sarebbe stata in quel periodo la donna amata da Raffaello e passata quindi alla storia col nome di "Fornarina". È bene notare, tuttavia, che 
(Bette Talvacchia, Raffaello, Londra, Phaidon, 2007, pagg. 122 e 126)
Inoltre a inizio Ottocento quattro diversi ritratti erano noti come Fornarina: questo di Raffaello, la cosiddetta Fornarina della Tribuna degli Uffizi (oggi attribuita a Sebastiano del Piombo), la Dorotea dello stesso Sebastiano e una copia di quest'ultima sita in Verona.

Non è sicuramente documentabile, ma somiglianze nei lineamenti del volto (fisiognomica) hanno accreditato l'ipotesi che Raffaello abbia usato la stessa modella in varie opere, come il Trionfo di Galatea, La Velata o la Madonna Sistina. La critica rimane oggi divisa, specie nel raffronto con La Velata e la Madonna Sistina. Ad esempio l'Acidini Luchinat parla in proposito di "gentile leggenda", affermando che "L'immagine si collega in realtà a una serie di bellezze muliebri ideali, raffigurate da Raffaello nell'arco della sua attività artistica". Tom Henry e Paul Joannides ritengono che i due quadri - La Velata e La Fornarina - non possano essere dello stesso artista, foss'anche in momenti distinti del suo sviluppo stilistico. 
(Tom Henry; Paul Joannides, cit., pag. 290)
Occorre, tuttavia, distinguere le due tesi: la prima, concerne la diversa identità del modello della Velata e della Fornarina; la seconda, concerne la diversa identità del pittore, Raffaello per la Velata e Giulio Romano per la Fornarina.
Sulle orme di Giovanni Morelli e, più tardi, di Konrad Oberhuber, la prima tesi sembra vincere l'adesione anche di chi propende per l'autografia della Fornarina. Sulla seconda tesi, invece, il dibattito rimane ancora molto aperto. Infatti, l'attribuzione del dipinto a Raffaello è oggetto di discussione sin dal 1799. Sembra prevalere sin qui l'ipotesi che si tratti di un lavoro a più mani secondo la prassi della bottega romana di Raffaello. In proposito, la critica è divisa sulla presenza di un intervento di Giulio Romano: alcuni critici enfatizzano il ruolo dell'allievo di Raffaello, mentre altri lo considerano marginale.
Un accurato studio di Giuliano Pisani ha mostrato come il termine “Fornarina” (usato nel 1772 dall’incisore Domenico Cunego) rimandi a una tradizione linguistica consolidata, attestata già in Anacreonte (VI a.C.) e in numerosi documenti letterari di età antica, medievale, rinascimentale e moderna, in cui “forno” e derivati (“fornaio”, “fornaia”, “infornare”, ecc.) indicano metaforicamente l’organo sessuale femminile e le pratiche connesse all'accoppiamento. La domanda corretta che ci si deve porre, secondo lo studioso, non è “chi sia” la Fornarina (domanda alla quale dovremmo rispondere semplicemente che è una modella, e non la figlia di un fornaio - in tal senso tutta la ricostruzione che porta a Margherita Luti è pura leggenda), ma quale sia il soggetto del dipinto, che cosa rappresenti. Pisani, attraverso opportuni confronti (in particolare con Tiziano, Amor sacro e Amor profano) ipotizza che Raffaello, sulla scorta di Marsilio Ficino e di Pietro Bembo, ritragga nella Fornarina la Venere celeste, l’amore che eleva gli spiriti alla ricerca della verità attraverso l’idea sublimata della bellezza, e che si distingue dall’altra Venere, quella terrestre, forza generatrice della natura, che guarda alla bellezza terrena e ha come fine la procreazione. Alla Fornarina corrisponderebbe in tal senso la Velata, identificata come Venere terrestre, sposa e madre.

## Descrizione

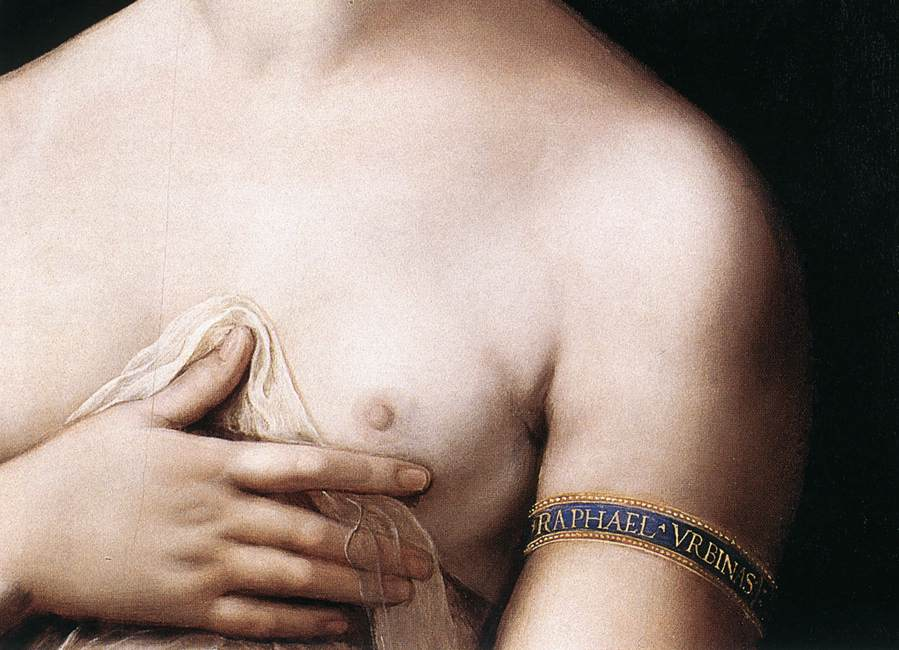
Dettaglio

Il ritratto, di discinta seminudità, doveva essere destinato a una collocazione privata, lontana da sguardi indiscreti. La donna è infatti ritratta a seno scoperto, coperta appena da un velo che regge al petto con la mano destra e da un manto rosso che copre le gambe. Ritratta di tre quarti verso sinistra, la donna guarda a destra, oltre lo spettatore, e il bracciale con la firma dell'artista che porta sul braccio sembra un suggello d'amore.
In testa porta un turbante fatto di una seta dorata a righe verdi e azzurre annodata tra i capelli, con una spilla composta di due pietre incastonate con perla pendente, non insolito nella moda dell'epoca. Il gioiello è già documentato nell'opera di Raffaello nel Ritratto di Maddalena Strozzi (1506 circa) e ne La Velata (1512-1518 circa). Il turbante si ritrova nella Sacra Famiglia di Francesco I (1518).
Lo sfondo è costituito da un folto cespuglio di mirto, pianta dedicata a Venere.
L'effigie è di fresca immediatezza, con una sensualità dolce e rotonda, amplificata dalla luce diretta e fredda che proviene da sinistra, inondandola, e risaltata dallo sfondo scuro.

## Analisi stilistica
Il dipinto, come hanno testimoniato gli esami radiografici, fu realizzato in due riprese: in un primo momento sullo sfondo, al posto del cespuglio di mirto sacro a Venere, appariva un paesaggio di ispirazione leonardesca. Pare infatti che il dipinto si rifacesse al modello perduto della Monna Vanna del pittore di Vinci. La posa della mano destra sul seno richiama il gesto della Velata, tuttavia il disegno dell'orecchio differisce da quest'ultima mentre è piuttosto simile a quello della Maddalena che compare nella Estasi di Santa Cecilia (1515-1516 circa). Il diverso disegno dell'orecchio, messo in luce da Cecil Gould, pende a favore di chi refuta la tesi dell'identità tra il modello della Velata e quello della Fornarina. Il dibattito sull'autografia raffaellesca della Fornarina si incentra invece sulla disparità stilistica che si riscontra a prima vista tra il trattamento pittorico del capo della donna e quello del resto del suo corpo.

## Retaggio
L'interessante figura della donna ritratta da Raffaello ha ispirato numerosi autori anche nel campo letterario e teatrale.
Già nel 1838 il compositore Pietro Raimondi pose in musica un'opera in tre atti, Raffaello Sanzio da Urbino o La Fornarina, su libretto di Giuseppe Checcherini, eseguita a Napoli il medesimo anno.
L'opera musicale contemporanea Raffaello e la leggenda della Fornarina scritta e composta da Giancarlo Acquisti è andata in scena nel 2011 con orchestra dal vivo al Teatro Argentina di Roma per la regia e le coreografie di Marcello Sindici; nel 2012 è stata eseguita in versione concerto ai Musei Capitolini in Campidoglio, e a maggio 2014, per due settimane, al Salone Margherita di Roma con un cast composto da Brunella Platania nel ruolo di Fornarina, Enrico D'Amore nel ruolo di Raffaello, e Mino Caprio nel ruolo del giornalista scrittore Shoping.
Nel 2017 Giovanni Montanaro si ispirò nel suo romanzo Guardami negli occhi edito da Feltrinelli allo storia tra l'artista e Margherita Luti, detta Ghita. Nel 2020, in occasione del quinto centenario dalla morte dell'artista è uscito il romanzo di Pierluigi Panza Un amore di Raffaello dedicato alla storia della Fornarina e alla Roma di Leone X.